# Joe Johnston
Joe Johnston, all'anagrafe Joseph Eggleston Johnston II (Austin, 13 maggio 1950), è un regista, produttore cinematografico, effettista e scenografo statunitense.
Ha raggiunto la popolarità dirigendo film quali Tesoro, mi si sono ristretti i ragazzi, Jurassic Park III, Jumanji, Oceano di fuoco - Hidalgo e Captain America - Il primo Vendicatore.

## Biografia
Durante l'adolescenza ha frequentato gli istituti California State University (a Long Beach) e Art Center College of Design (a Pasadena). Ancora al college, ha risposto ad una chiamata della LucasFilm per un posto di artista storyboard. Dopo il periodo di prova, è stato assunto definitivamente come capo storyboard, lavorando spesso come cameraman. Egli ha abbandonato la società a causa del basso salario ricevuto, e coi soldi messi da parte è riuscito a pagarsi una vacanza che lo ha portato a visitare molte parti del mondo.
Prima di dedicarsi alla carriera cinematografica ha scritto un libro titolato Adventures of Teebo: A Tale of Magic and Suspense. Vince nel 1982 un oscar tecnico per gli effetti speciali de I predatori dell'arca perduta. Quando Johnston è tornato in California nel 1984, Lucas ha proposto all'uomo di frequentare la USC School of Cinematic Arts con Lucas stesso come insegnante, e senza costi d'iscrizione e di insegnamento.
La sua fama inizia con la realizzazione di Jumanji nel 1995 e di Jurassic Park III nel 2001. Purtroppo in quest'ultimo film Johnston è stato molto contestato dai fan di Jurassic Park e anche dai critici, i quali hanno definito il film abbastanza banale e caratterizzato da una trama priva di spessore. Inoltre, i fan si sono lamentati della scelta dello Spinosauro come antagonista al posto del T-rex. Nel 2010 esce Wolfman con Benicio Del Toro nella parte del protagonista. Nel 2011 esce Captain America - Il primo vendicatore, trasposizione cinematografica del fumetto della Marvel Capitan America.

## Filmografia

### Regista

#### Cinema
- Tesoro, mi si sono ristretti i ragazzi (Honey, I Shrunk the Kids) (1989)
- Le avventure di Rocketeer (The Rocketeer) (1991)
- Pagemaster - L'avventura meravigliosa (The Pagemaster) (1994)
- Jumanji (1995)
- Cielo d'ottobre (October Sky) (1999)
- Jurassic Park III (2001)
- Oceano di fuoco - Hidalgo (Hidalgo) (2004)
- Wolfman (The Wolfman) (2010)
- Captain America - Il primo Vendicatore (Capitan America: The First Avenger) (2011)
- Senza uscita (Not Safe for Work) (2014)
- Lo schiaccianoci e i quattro regni (The Nutcracker and the Four Realms), co-diretto insieme a Lasse Hallström (2018)

#### Seconda unità
- Miracolo sull'8ª strada (Batteries Not Included), regia di Matthew Robbins (1987)

#### Televisione
- Le avventure del giovane Indiana Jones (The Young Indiana Jones Chronicles) - serie TV, episodio 2x06 (1993)

### Effetti speciali

#### Cinema
- Guerre stellari (Star Wars), regia di George Lucas (1977)
- L'Impero colpisce ancora (The Empire Strikes Back), regia di Irvin Kershner (1980)
- I predatori dell'arca perduta (Raiders of the Lost Ark), regia di Steven Spielberg (1981)
- Il ritorno dello Jedi (Return of the Jedi), regia di Richard Marquand (1983)

#### Televisione
- Galactica (Battlestar Galactica) - serie TV (1978-1979)

### Scenografo
- L'avventura degli Ewoks (Caravan of Courage: An Ewok Adventure), regia di John Korty - film TV (1984)
- Il ritorno degli Ewoks (Ewoks: The Battle for Endor), regia di Jim e Ken Wheat - film TV (1985)

### Sceneggiatore
- Droids Adventures (Droids: The Adventures of R2-D2 and C-3PO) - serie TV, episodio 1x09 (1985)